# Grand incendie de Seattle

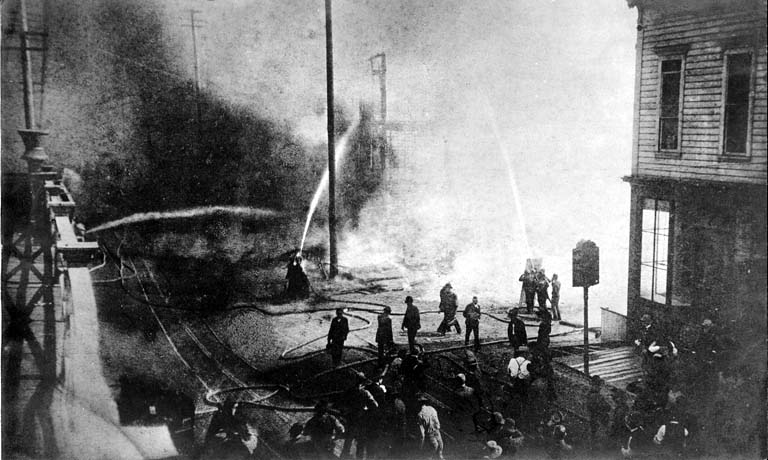
Grand incendie de Seattle.

Le Grand incendie de Seattle (en anglais : Great Seattle Fire) est un incendie qui a détruit tout le centre de Seattle, aux États-Unis, le 6 juin 1889. Il ne fait pas de victimes.
L'incendie dure moins d'une journée et arrive pendant le même été que le Grand incendie de Spokane et le Grand incendie d'Ellensburg (en).
Seattle a rapidement reconstruite à l'aide de bâtiments en brique plus résistants au feu avec une élévation de plusieurs mètres au-dessus du niveau de la rue d'origine, ce qui donnera le Seattle Underground.